# Gran Premio del Brasile 2011
Il Gran Premio del Brasile 2011 si è tenuto domenica 27 novembre 2011 sul Circuito di Interlagos, in Brasile, diciannovesima ed ultima prova della stagione 2011 del Campionato mondiale di Formula 1. La gara è stata vinta dall'australiano Mark Webber su Red Bull Racing-Renault, al suo settimo successo in carriera. Webber ha preceduto sul traguardo il suo compagno di squadra, il tedesco Sebastian Vettel ed il britannico Jenson Button su McLaren-Mercedes.
Inoltre, è stata l'ultima gara in F1 per Rubens Barrichello, Jarno Trulli, Vitantonio Liuzzi, Sébastien Buemi e Jaime Alguersuari e, tra i team, per la Virgin.

## Vigilia

### Sviluppi futuri
L'HRT annuncia l'ingaggio del pilota spagnolo Pedro de la Rosa quale titolare per le stagioni 2012 e 2013. Lo spagnolo, che ha all'attivo già 87 gran premi, nel corso del 2011 sostituì Sergio Pérez alla Sauber nel Gran Premio del Canada.
Vengono sospesi i lavori per la costruzione del Circuito delle Americhe, che avrebbe dovuto ospitare il Gran Premio degli Stati Uniti d'America, valido per il mondiale di Formula 1 del 2012, a causa di una diatriba tra i costruttori dell'impianto e gli organizzatori della gara. A seguito di tale decisione la gara viene depennata dal calendario mondiale.

### Aspetti tecnici
La Pirelli, fornitore unico degli pneumatici, annuncia per questo gran premio coperture di tipo morbido e medio. Per le prove libere del venerdì i team riceveranno due set supplementari di pneumatici di una mescola sperimentale tipo hard. La mescola morbida presentata per il gran premio invece è di tipo nuovo, testata ad Abu Dhabi.
La zona per l'attivazione del DRS in gara è stabilita sulla Reta Oposta, 70 metri dopo la curva 3. Il punto per la determinazione del distacco fra piloti è posto alla S do Senna.
L'austriaco Alexander Wurz è nominato commissario aggiunto dalla FIA. Aveva già svolto questa funzione in questa stagione nel Gran Premio di Cina e nel Gran Premio del Giappone.

### Aspetti sportivi
Il pilota brasiliano Luiz Razia era stato in procinto di guidare una delle due Lotus-Renault. Successivamente la scuderia anglo-malese ha deciso di confermare la coppia titolare Heikki Kovalainen-Jarno Trulli al fine di competere maggiormente per la decima posizione nella classifica costruttori.
Nella prima sessione di prove del venerdì Jean-Éric Vergne ha preso il posto di Sébastien Buemi alla STR-Ferrari, Romain Grosjean ha preso il volante di Vitalij Petrov alla Renault, mentre il ceco Jan Charouz ha fatto il suo esordio assoluto in un fine settimana del Campionato mondiale di Formula 1, prendendo il posto di Vitantonio Liuzzi alla HRT. Charouz è il primo ceco a tornare nel mondiale di Formula 1 dopo Tomáš Enge, che disputò gli ultimi gran premi della stagione 2001 con la Prost. Altre sostituzioni hanno riguardato anche Nico Hülkenberg, in pista al posto di Adrian Sutil con la Force India-Mercedes, e il già citato Luiz Razia, che ha disputato le prove con la Lotus-Renault di Jarno Trulli.
La Renault festeggia il 300º Gran Premio valido per il campionato mondiale di Formula 1, quale costruttore. L'esordio avvenne nel Gran Premio di Gran Bretagna 1977. Nei gran premi corsi quale costruttore la casa francese ha conquistato 35 vittorie, 51 pole e 31 giri veloci, con due mondiali costruttori, nel 2005 e nel 2006.

## Prove

### Resoconto
Nella prima sessione del venerdì Red Bull-Renault e McLaren-Mercedes hanno dominato la scena.
Inizialmente si è portato in testa Lewis Hamilton, davanti al compagno di scuderia Jenson Button. Successivamente i due sono stati scavalcati da Sebastian Vettel. Button ha poi ripreso, attorno all'ora di prova, il comando della classifica, prima che Mark Webber, sull'altra Red Bull, facesse segnare il tempo migliore. Nella parte finale della sessione Fernando Alonso, su Ferrari, ha subito il cedimento del propulsore.
Nella seconda sessione ancora Lewis Hamilton ha fatto inizialmente segnare il tempo più rapido, che è stato battuto solo quando le varie scuderia hanno iniziato a montare le coperture più morbide. Il primo a battere Hamilton è stato Michael Schumacher, per un solo decimo, prima di essere nuovamente sopravanzato dal britannico. Nessun pilota è poi riuscito a fare meglio di Hamilton, con Vettel che ha preceduto Mark Webber.
Nella sessione del sabato è Sebastian Vettel a far segnare il tempo più rapido, precedendo Jenson Button e Mark Webber. Fernando Alonso rischia il contatto con Timo Glock e con Michael Schumacher. Bruno Senna viene penalizzato da problemi al motore, mentre Sébastien Buemi non fa segnare alcun tempo.

### Risultati
Nella prima sessione del venerdì si è avuta questa situazione:
| Pos | Nº | Pilota         | Costruttore      | Tempo    | Gap    | Giri |
| --- | -- | -------------- | ---------------- | -------- | ------ | ---- |
| 1   | 2  | Mark Webber    | RBR-Renault      | 1'13"811 |        | 26   |
| 2   | 4  | Jenson Button  | McLaren-Mercedes | 1'13"825 | +0"014 | 25   |
| 3   | 3  | Lewis Hamilton | McLaren-Mercedes | 1'13"961 | +0"150 | 20   |

Nella seconda sessione del venerdì si è avuta questa situazione:
| Pos | Nº | Pilota           | Costruttore      | Tempo    | Gap    | Giri |
| --- | -- | ---------------- | ---------------- | -------- | ------ | ---- |
| 1   | 3  | Lewis Hamilton   | McLaren-Mercedes | 1'13"392 |        | 35   |
| 2   | 1  | Sebastian Vettel | RBR-Renault      | 1'13"559 | +0"167 | 41   |
| 3   | 2  | Mark Webber      | RBR-Renault      | 1'13"587 | +0"195 | 41   |

Nella sessione del sabato mattina si è avuta questa situazione:
| Pos | Nº | Pilota           | Costruttore      | Tempo    | Gap    | Giri |
| --- | -- | ---------------- | ---------------- | -------- | ------ | ---- |
| 1   | 1  | Sebastian Vettel | RBR-Renault      | 1'12"460 |        | 21   |
| 2   | 4  | Jenson Button    | McLaren-Mercedes | 1'12"547 | +0"087 | 19   |
| 3   | 2  | Mark Webber      | RBR-Renault      | 1'12"597 | +0"137 | 21   |

## Qualifiche

### Resoconto
Nella prima fase, accanto ai sei piloti di Lotus-Renault, HRT-Cosworth e Virgin-Cosworth, viene eliminato il pilota della Williams Pastor Maldonado, che ha prediletto un assetto da bagnato per la gara.
In Q2 vengono eliminate le due Sauber-Ferrari, Paul di Resta, l'altra Williams di Rubens Barrichello, assieme a Vitalij Petrov e le due STR-Ferrari. Michael Schumacher riesce a passare alla Q3 solo all'ultimo tentativo.
Nella fase decisiva vanno in pista Nico Rosberg e Lewis Hamilton, che tentano due giri veloci di fila. Sebastian Vettel marca il tempo più basso, davanti a Jenson Button e al suo compagno di squadra, prima che l'altro pilota della RBR, Mark Webber, si inserisca in seconda posizione. Per Vettel è la quindicesima pole stagionale, nuovo record di partenze al palo stagionali per un pilota.

### Risultati
Nella sessione di qualifica si è avuta questa situazione:
| Pos                         | Nº | Pilota             | Costruttore          | Q1       | Q2       | Q3          | Griglia |
| --------------------------- | -- | ------------------ | -------------------- | -------- | -------- | ----------- | ------- |
| 1                           | 1  | Sebastian Vettel   | RBR-Renault          | 1'13"664 | 1'12"446 | 1'11"918    | 1       |
| 2                           | 2  | Mark Webber        | RBR-Renault          | 1'13"467 | 1'12"658 | 1'12"099    | 2       |
| 3                           | 4  | Jenson Button      | McLaren-Mercedes     | 1'13"281 | 1'12"820 | 1'12"283    | 3       |
| 4                           | 3  | Lewis Hamilton     | McLaren-Mercedes     | 1'13"361 | 1'12"811 | 1'12"480    | 4       |
| 5                           | 5  | Fernando Alonso    | Ferrari              | 1'13"969 | 1'12"870 | 1'12"591    | 5       |
| 6                           | 8  | Nico Rosberg       | Mercedes GP          | 1'14"083 | 1'12"569 | 1'13"050    | 6       |
| 7                           | 6  | Felipe Massa       | Ferrari              | 1'14"269 | 1'13"291 | 1'13"068    | 7       |
| 8                           | 14 | Adrian Sutil       | Force India-Mercedes | 1'13"480 | 1'13"261 | 1'13"298    | 8       |
| 9                           | 9  | Bruno Senna        | Renault              | 1'14"453 | 1'13"300 | 1'13"761    | 9       |
| 10                          | 7  | Michael Schumacher | Mercedes GP          | 1'13"694 | 1'13"571 | senza tempo | 10      |
| 11                          | 15 | Paul di Resta      | Force India-Mercedes | 1'13"733 | 1'13"584 | N.D.        | 11      |
| 12                          | 11 | Rubens Barrichello | Williams-Cosworth    | 1'14"117 | 1'13"801 | N.D.        | 12      |
| 13                          | 19 | Jaime Alguersuari  | STR-Ferrari          | 1'14"225 | 1'13"804 | N.D.        | 13      |
| 14                          | 18 | Sébastien Buemi    | STR-Ferrari          | 1'14"500 | 1'13"919 | N.D.        | 14      |
| 15                          | 10 | Vitalij Petrov     | Renault              | 1'13"859 | 1'14"053 | N.D.        | 15      |
| 16                          | 16 | Kamui Kobayashi    | Sauber-Ferrari       | 1'14"571 | 1'14"129 | N.D.        | 16      |
| 17                          | 17 | Sergio Pérez       | Sauber-Ferrari       | 1'14"430 | 1'14"182 | N.D.        | 17      |
| 18                          | 12 | Pastor Maldonado   | Williams-Cosworth    | 1'14"625 | N.D.     | N.D.        | 18      |
| 19                          | 20 | Heikki Kovalainen  | Lotus-Renault        | 1'15"068 | N.D.     | N.D.        | 19      |
| 20                          | 21 | Jarno Trulli       | Lotus-Renault        | 1'15"358 | N.D.     | N.D.        | 20      |
| 21                          | 23 | Vitantonio Liuzzi  | HRT-Cosworth         | 1'16"631 | N.D.     | N.D.        | 21      |
| 22                          | 22 | Daniel Ricciardo   | HRT-Cosworth         | 1'16"890 | N.D.     | N.D.        | 22      |
| 23                          | 25 | Jérôme d'Ambrosio  | Virgin-Cosworth      | 1'17"019 | N.D.     | N.D.        | 23      |
| 24                          | 24 | Timo Glock         | Virgin-Cosworth      | 1'17"060 | N.D.     | N.D.        | 24      |
| Tempo limite 107%: 1'18"410 |    |                    |                      |          |          |             |         |

Con i tempi in grassetto sono visualizzate le migliori prestazioni in Q1, Q2 e Q3.

## Gara

### Resoconto
L'attesa pioggia non arriva sul circuito, e l'intera gara si disputa con pista asciutta. Alla partenza Sebastian Vettel mantiene il comando del plotone, seguito dal compagno di scuderia Mark Webber, da Jenson Button e da Fernando Alonso che ha passato al via Lewis Hamilton.
Le posizioni nelle parti alte della classifica restano invariate nei primi giri: al decimo passaggio Michael Schumacher tenta di passare Bruno Senna per il nono posto alla prima staccata e si toccano; il tedesco subisce una foratura che lo costringe ai box, mentre il brasiliano viene penalizzato con un drive-through.

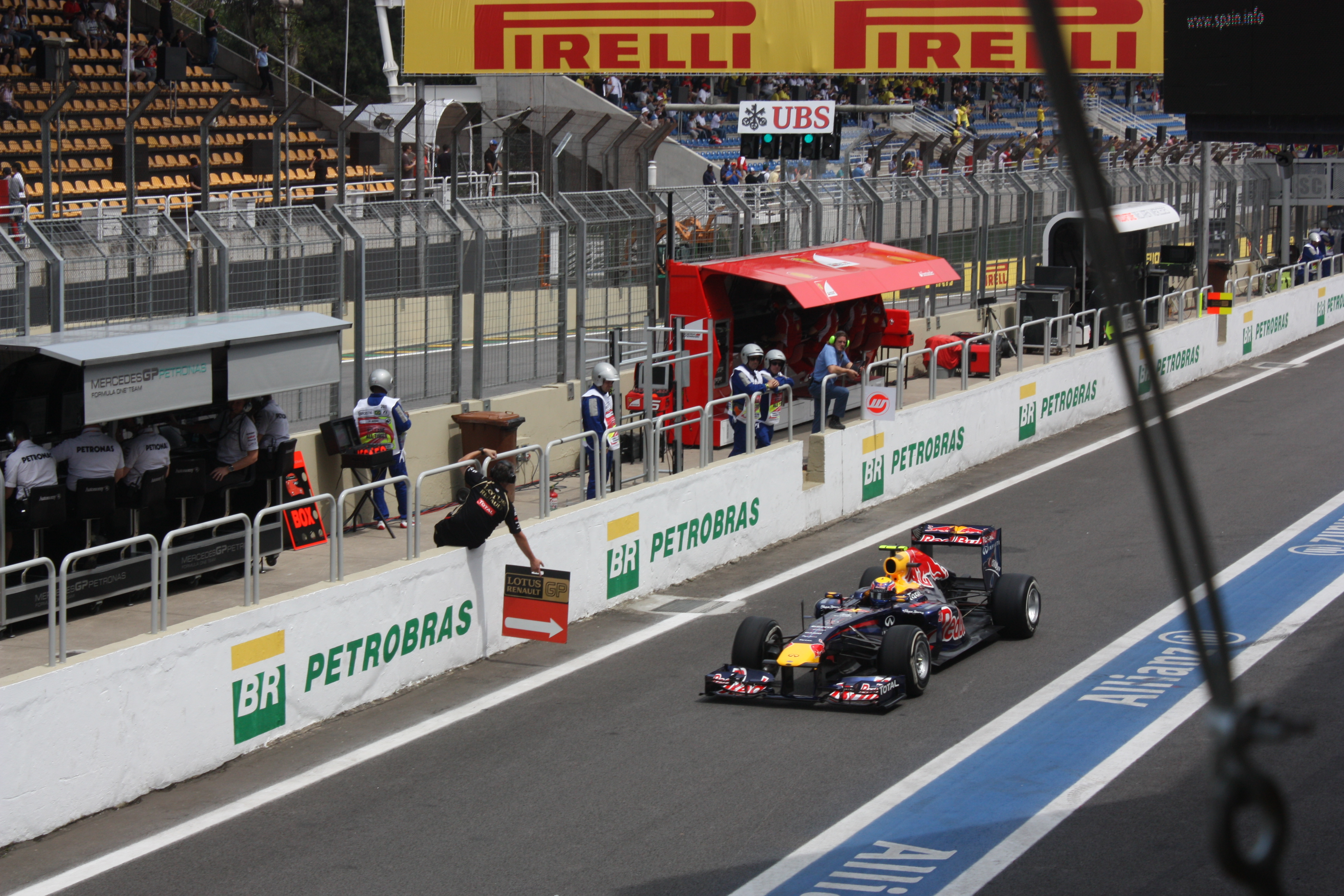
Mark Webber vince per la prima volta in stagione a San Paolo.

Il giro successivo Alonso passa Button per il terzo posto con un sorpasso all'esterno alla Ferradura. Dai box comunicano a Vettel che sulla telemetria appaiono problemi al suo cambio. Tra il 16º e il 19º giro i battistrada vanno al cambio gomme. Tutti montano gomme soft, e la classifica non muta, se non per Felipe Massa, che non ha ancora cambiato pneumatici e si trova in testa alla gara. Al giro 21 Vettel si riprende la testa della gara passando il brasiliano alla Subida do lago.
Al 23º giro la Virgin-Cosworth di Timo Glock perde una gomma all'uscita dei box. lo pneumatico ballonzola sopra la corsia dei box, sfiorando l'entrata in pista.
Al giro 30 Vettel, sempre consigliato dai box di preservare il cambio, vede passare davanti il suo compagno di scuderia Mark Webber. Al 32º giro Jenson Button va al cambio gomme e monta gomme medie, mentre gli altri piloti di testa optano ancora per le coperture più morbide. Webber mantiene il comando, davanti a Vettel, Alonso, Button, Massa (che non ha ancora cambiato) e Hamilton. L'inglese si avvicina al brasiliano ma al giro 49 è costretto al ritiro per un guasto al cambio.
Dopo il terzo cambio gomme tutti i piloti hanno ormai montato gomme medie. La McLaren di Jenson Button si avvicina ad Alonso, passandolo al 62º giro.
Negli ultimi giri la classifica non muta. Mark Webber vince per la prima volta in stagione, davanti a Sebastian Vettel e Button. L'inglese della McLaren è vicecampione del mondo.

### Risultati
I risultati del gran premio sono i seguenti:
| Pos | Nº | Pilota             | Costruttore          | Giri | Tempo/Ritiro | Griglia | Punti |
| --- | -- | ------------------ | -------------------- | ---- | ------------ | ------- | ----- |
| 1   | 2  | Mark Webber        | RBR-Renault          | 71   | 1h32'17"464  | 2       | 25    |
| 2   | 1  | Sebastian Vettel   | RBR-Renault          | 71   | +16"983      | 1       | 18    |
| 3   | 4  | Jenson Button      | McLaren-Mercedes     | 71   | +27"638      | 3       | 15    |
| 4   | 5  | Fernando Alonso    | Ferrari              | 71   | +35"048      | 5       | 12    |
| 5   | 6  | Felipe Massa       | Ferrari              | 71   | +1'06"733    | 7       | 10    |
| 6   | 14 | Adrian Sutil       | Force India-Mercedes | 70   | +1 giro      | 8       | 8     |
| 7   | 8  | Nico Rosberg       | Mercedes GP          | 70   | +1 giro      | 6       | 6     |
| 8   | 15 | Paul di Resta      | Force India-Mercedes | 70   | +1 giro      | 11      | 4     |
| 9   | 16 | Kamui Kobayashi    | Sauber-Ferrari       | 70   | +1 giro      | 16      | 2     |
| 10  | 10 | Vitalij Petrov     | Renault              | 70   | +1 giro      | 15      | 1     |
| 11  | 19 | Jaime Alguersuari  | STR-Ferrari          | 70   | +1 giro      | 13      |       |
| 12  | 18 | Sébastien Buemi    | STR-Ferrari          | 70   | +1 giro      | 14      |       |
| 13  | 17 | Sergio Pérez       | Sauber-Ferrari       | 70   | +1 giro      | 17      |       |
| 14  | 11 | Rubens Barrichello | Williams-Cosworth    | 70   | +1 giro      | 12      |       |
| 15  | 7  | Michael Schumacher | Mercedes GP          | 70   | +1 giro      | 10      |       |
| 16  | 20 | Heikki Kovalainen  | Lotus-Renault        | 69   | +2 giri      | 19      |       |
| 17  | 9  | Bruno Senna        | Renault              | 69   | +2 giri      | 9       |       |
| 18  | 21 | Jarno Trulli       | Lotus-Renault        | 69   | +2 giri      | 20      |       |
| 19  | 25 | Jérôme d'Ambrosio  | Virgin-Cosworth      | 68   | +3 giri      | 23      |       |
| 20  | 22 | Daniel Ricciardo   | HRT-Cosworth         | 68   | +3 giri      | 22      |       |
| Rit | 23 | Vitantonio Liuzzi  | HRT-Cosworth         | 61   | Alternatore  | 21      |       |
| Rit | 3  | Lewis Hamilton     | McLaren-Mercedes     | 46   | Cambio       | 4       |       |
| Rit | 12 | Pastor Maldonado   | Williams-Cosworth    | 26   | Incidente    | 18      |       |
| Rit | 24 | Timo Glock         | Virgin-Cosworth      | 21   | Ruota        | 24      |       |

## Classifiche Mondiali

### Piloti
| Pos | Pilota             | Punti |
| --- | ------------------ | ----- |
| 1   | Sebastian Vettel   | 392   |
| 2   | Jenson Button      | 270   |
| 3   | Mark Webber        | 258   |
| 4   | Fernando Alonso    | 257   |
| 5   | Lewis Hamilton     | 227   |
| 6   | Felipe Massa       | 118   |
| 7   | Nico Rosberg       | 89    |
| 8   | Michael Schumacher | 76    |
| 9   | Adrian Sutil       | 42    |
| 10  | Vitalij Petrov     | 37    |
| 11  | Nick Heidfeld      | 34    |
| 12  | Kamui Kobayashi    | 30    |
| 13  | Paul di Resta      | 27    |
| 14  | Jaime Alguersuari  | 26    |
| 15  | Sébastien Buemi    | 15    |
| 16  | Sergio Pérez       | 14    |
| 17  | Rubens Barrichello | 4     |
| 18  | Bruno Senna        | 2     |
| 19  | Pastor Maldonado   | 1     |

### Costruttori
| Pos | Team                 | Punti |
| --- | -------------------- | ----- |
| 1   | RBR-Renault          | 650   |
| 2   | McLaren-Mercedes     | 497   |
| 3   | Ferrari              | 375   |
| 4   | Mercedes GP          | 165   |
| 5   | Renault              | 73    |
| 6   | Force India-Mercedes | 69    |
| 7   | Sauber-Ferrari       | 44    |
| 8   | STR-Ferrari          | 41    |
| 9   | Williams-Cosworth    | 5     |

## Decisioni della FIA
Al termine della gara, la Virgin Racing è stata multata di 5 000 € per aver rimandato in pista la vettura di Timo Glock senza essersi assicurata che lo pneumatico posteriore sinistro fosse ben saldato alla vettura.